# Williston (Észak-Dakota)
Williston település az Amerikai Egyesült Államok Észak-Dakota államában, Williams megyében, melynek megyeszékhelye is. Lakosainak száma 29 479 fő (2020. július 9.).

## Népesség
A település népességének változása:

| 2010 | 14 716 |
| 2020 | 29 160 |